# Слётов, Пётр Владимирович
Пётр Владимирович Слётов (1897—1981) — русский советский писатель.

## Биография
Родился в семье служащего. Учился в Петроградском политехническом институте. Во время Первой мировой войны служил в армии. В 1918 поступил в Саратовский университет, но вскоре принял участие в гражданской войне в рядах Красной Армии. Учился в Московском университете. Публиковался с 1919.
В 1927 присоединился к группе «Перевал». Его повесть «Мастерство» (1930) воспринималась как программное произведение этой группы.
В 1930-е годы написал биографии Менделеева, Мусоргского, Глинки. В 1945 вступил в ВКП(б).
В 1948 арестован, осуждён на 10 лет ИТЛ за «троцкизм». В 1954 срок сокращён до 5 лет, сразу же освобождён со снятием судимости.
Последние годы жизни жил в Москве и на даче в Вербилках. Похоронен в Вербилках.
Дочь — Ирина Петровна Кудрявцева (1919-2000), замужем за индологом И. С. Рабиновичем.

## Сочинения
- Прорыв, М., Круг, 1928
- Листья // «Новый мир», 1929, № 2
- Перевозчик // «Новый мир», 1929, № 11
- Мастерство, 1930
- Заштатная республика, М.-Л., 1931
- Речь // «Новый мир», 1931, № 10
- Менделеев., 1933. (ЖЗЛ), в соавторстве с В. Слётовой
- Повести и рассказы, 1934
- Мусоргский, 1934 (ЖЗЛ), в соавторстве с В. Слётовой
- Глинка, 1935. (ЖЗЛ), в соавторстве с В. Слётовой.
- Беседы с начинающим писателем, 1939
- Дни гнева и мужества, Советский писатель,1942
- Шаги времени (сборник), М.: Советский писатель, 1958.
- Беседы с начинающими писателями, 2-е изд. — М.,1958
- Заштатная республика (сборник), М.: Советская Россия, 1977
- Равноденствие, М.: Советский писатель, 1980 (роман)